# Saison 1957-1958 des Celtics de Boston
La saison 1957-1958 des Celtics de Boston est la 12e saison de la franchise américaine de la National Basketball Association (NBA).
Les Celtics entrent dans la saison en tant que champion en titre. Ils se classent en tête de la division Est durant la saison régulière. Lors des playoffs, l'équipe atteint les Finales NBA, mais s'incline face aux Hawks de Saint-Louis en six matchs.

## Draft
| Tour | Rang | Joueur      | Position | Nationalité | Provenance |
| ---- | ---- | ----------- | -------- | ----------- | ---------- |
| 1    | 8    | Sam Jones   | G/F      | États-Unis  | NC Central |
| 2    | 16   | Dick O'Neal | F        | États-Unis  | TCU        |
| 6    | 48   | Maury King  | G        | États-Unis  | Kansas     |

## Classement de la saison régulière
| Division Est             | V  | D  | PCT  | GB |
| ------------------------ | -- | -- | ---- | -- |
| Celtics de Boston        | 49 | 23 | .681 | -  |
| Nationals de Syracuse    | 41 | 31 | .569 | 8  |
| Warriors de Philadelphie | 37 | 35 | .514 | 12 |
| Knicks de New York       | 35 | 37 | .486 | 14 |

## Effectif
| Numéro | Joueur           | Position | Provenance    |
| ------ | ---------------- | -------- | ------------- |
| 6      | Bill Russell     | C        | San Francisco |
| 14     | Bob Cousy        | PG       | Holy Cross    |
| 15     | Tom Heinsohn     | PF       | Holy Cross    |
| 16     | Jack Nichols     | PF       | Washington    |
| 17     | Andy Phillip     | PG       | Illinois      |
| 18     | Jim Loscutoff    | SF       | Oregon        |
| 19     | Arnie Risen      | C        | Ohio State    |
| 20     | Lou Tsioropoulos | SF       | Kentucky      |
| 21     | Bill Sharman     | SG       | USC           |
| 23     | Frank Ramsey     | SG       | Kentucky      |
| 24     | Sam Jones        | SG       | NC Central    |

## Campagne de playoffs

### Demi-finale de Division
Les Celtics sont exemptés au premier tour.

### Finale de Division
(1) Celtics de Boston vs. (3) Warriors de Philadelphie : Boston remporte la série 4-1
- Game 1 @ Boston : Boston 107, Philadelphie 98
- Game 2 @ Philadelphie : Boston 109, Philadelphie 87
- Game 3 @ Boston : Boston 106, Philadelphie 92
- Game 4 @ Philadelphie : Philadelphie 112, Boston 97
- Game 5 @ Boston : Boston 93, Philadelphie 88

### Finales NBA
(E1) Celtics de Boston vs. (W1) Hawks de Saint-Louis : Boston s'incline en Finales 4-2
- Game 1 @ Boston : St. Louis 104, Boston 102
- Game 2 @ Boston : Boston 136, St. Louis 112
- Game 3 @ St. Louis : St. Louis 111, Boston 108
- Game 4 @ St. Louis : Boston 109, St. Louis 98
- Game 5 @ Boston : St. Louis 102, Boston 100
- Game 6 @ St. Louis : St. Louis 110, Boston 109

## Statistiques

### Saison régulière
| Joueur           | Matchs | Min/m. | % Tir | % LF | Rbds/m. | Pass/m. | Pts/m. |
| ---------------- | ------ | ------ | ----- | ---- | ------- | ------- | ------ |
| Bob Cousy        | 65     | 34.2   | .353  | .850 | 5.0     | 7.1     | 18.0   |
| Tom Heinsohn     | 69     | 32.0   | .382  | .746 | 10.2    | 1.8     | 17.8   |
| Sam Jones        | 56     | 10.6   | .429  | .714 | 2.9     | 0.7     | 4.6    |
| Jim Loscutoff    | 5      | 11.2   | .355  | .333 | 4.0     | 0.2     | 4.6    |
| Jack Nichols     | 69     | 17.7   | .351  | .738 | 4.4     | 0.9     | 5.8    |
| Andy Phillip     | 70     | 16.6   | .355  | .592 | 2.3     | 1.7     | 3.4    |
| Frank Ramsey     | 69     | 29.7   | .419  | .811 | 7.3     | 2.4     | 16.5   |
| Arnie Risen      | 63     | 17.8   | .338  | .683 | 5.7     | 0.8     | 6.1    |
| Bill Russell     | 69     | 38.3   | .442  | .519 | 22.7    | 2.9     | 16.6   |
| Bill Sharman     | 63     | 35.1   | .424  | .893 | 4.7     | 2.7     | 22.3   |
| Lou Tsioropoulos | 70     | 26.0   | .317  | .686 | 6.2     | 1.6     | 7.7    |

### Playoffs
| Joueur           | Matchs | Min/m. | % Tir | % LF | Rbds/m. | Pass/m. | Pts/m. |
| ---------------- | ------ | ------ | ----- | ---- | ------- | ------- | ------ |
| Bob Cousy        | 11     | 41.5   | .342  | .853 | 6.5     | 7.5     | 18.0   |
| Tom Heinsohn     | 11     | 31.7   | .351  | .778 | 10.8    | 1.6     | 17.5   |
| Sam Jones        | 8      | 9.4    | .455  | .688 | 3.0     | 0.5     | 3.9    |
| Jack Nichols     | 11     | 13.5   | .348  | .700 | 4.1     | 0.7     | 4.8    |
| Andy Phillip     | 10     | 9.1    | .238  | .778 | 1.4     | 0.7     | 1.7    |
| Frank Ramsey     | 11     | 32.0   | .425  | .915 | 8.2     | 1.5     | 18.4   |
| Arnie Risen      | 10     | 16.8   | .231  | .667 | 6.2     | 0.9     | 4.6    |
| Bill Russell     | 9      | 39.4   | .361  | .606 | 24.6    | 2.7     | 15.1   |
| Bill Sharman     | 11     | 36.9   | .407  | .929 | 4.9     | 2.3     | 21.1   |
| Lou Tsioropoulos | 11     | 21.7   | .294  | .655 | 5.8     | 1.3     | 6.3    |

## Récompenses
- Bill Russell, NBA Most Valuable Player
- Bob Cousy, All-NBA First Team
- Bill Sharman, All-NBA First Team
- Bill Russell, All-NBA Second Team